# Billboard Century Award
Billboard Century Award (с англ. — «Награда к 100-летию Billboard») — награда журнала Billboard за выдающиеся творческие достижения, вручавшаяся с 1992 по 2006 год. В пояснительных статьях, посвящённых получившим её исполнителям, издание описывало Century Award как свой «высший знак почтения» (англ. highest accolade).
Почесть была приурочена к 100-летию журнала. В отличие от других его наград, Century Award отмечала не достижения в музыкальной индустрии или чартах, а неординарное, выдающееся творчество. При этом награда предназначалась артистам, не получившим, по оценке издания, серьёзного признания в той мере, в которой они его заслуживают. Первым её удостоился Джордж Харрисон (1992), а последним стал Тони Беннетт (2006).

## Дизайн награды
Награда Century Award ежегодно создавалась из бронзы по уникальному дизайну скульптора и ювелира Tina Marie Zippo-Evans в виде статуэтки, обобщённо символизирующей муз музыки и прочих искусств. Каждое из этих 14-дюймовых (35,5 см) женских изваяний держало декоративную лиру, изготовленную персонально для лауреата. Так, для Джона Мелленкампа она была сделана из древесины твердых пород, взятой из молотка, принадлежавшего его покойному деду; для Чета Аткинса — из половицы знаменитого концертного зала Ryman Auditorium; для Бадди Гая — из деревянного фрагмента лачуги, в которой родился его кумир Мадди Уотерс; для Джорджа Харрисона — из серебра, инкрустированного изумрудами и с гравировкой Om Shanti на ведийском санскрите; для Джони Митчелл — из цельного серебра; для Джеймса Тейлора — из медно-серебряного сплава; для Карлоса Сантаны — из стерлинга; для Рэнди Ньюмана — из дуба и меди; для Билли Джоэла — из эбенового дерева; для Эммилу Харрис — из южного ясеня и хрусталя со слитком красного гематита из её родного штата Алабама.

## Награждённые
- 2006 — Тони Беннетт
- 2005 — Том Петти
- 2004 — Стиви Уандер
- 2003 — Стинг
- 2002 — Энни Леннокс
- 2001 — Джон Мелленкамп
- 2000 — Рэнди Ньюман
- 1999 — Эммилу Харрис
- 1998 — Джеймс Тейлор
- 1996 — Карлос Сантана
- 1997 — Чет Аткинс
- 1995 — Джони Митчелл
- 1994 — Билли Джоэл
- 1993 — Бадди Гай
- 1992 — Джордж Харрисон